# Gislaveds konsthall
Gislaveds konsthall är en kommunal konsthall i Gislaved grundad 2013. Utställningsverksamheten är inriktad mot samtidskonst med fokus på verk som inte visats tidigare. Konsthallen skall vara en självklar scen för samtidskonsten på internationell, nationell och lokal nivå.

## Historik
Byggnaden från 1847, som tidigare kallades Kulturhuset Borgen, är en av Gislaveds äldsta. Den byggdes ursprungligen som butik och bostad åt Claes Werner Rydström, som här öppnade Gislaveds första affär, en lanthandel.
Fastigheten, kallad "borgen" kom senare att bli lokal för Gislaveds Missionsförsamling till maj 1993 för att därefter köpas in av Gislaveds kommun för att använda som kulturhus.
Huset kallades då Kulturhuset Borgen och användes för olika kulturaktiviteter. Där fanns läsrum, konferensrum och kök på första våningen samt utställnings- och föreläsningslokal och arbetsrum på andra våningen. 
Då konsthallen grundades 2013 fick videokonst ett särskilt fokus i verksamhetens allmänna inriktning mot samtidskonst. Utställningsverksamheten bedrevs från starten på husets andra våning medan första våningen tjänade som mötesrum, läsrum och en bokningsbar yta för utställningar. 
Från år 2018 har hela byggnaden på Köpmangatan tagits i anspråk av utställningsverksamheten. 

## Utställningar
Gislaveds Konsthall har haft många utställningar med konstnärer som exempelvis: 
- Lena Cronqvist (Måleri)
- Munish Wadhia (Måleri, Video, Installation)
- Olof Nimar (Foto)
- Karin Granstrand (siden)
- Fikret Atay (Video)
- Lisa Trogen Devgun
- Bo Arnros
- Patrik Bengtsson